# Pion (cząstka)

Mezon (pion) złożony jest z kwarku i antykwarku

Diagram Feynmana rozpadu pionu rozpad odbywa się w oddziaływaniach słabych prawie zawsze według schematu (powstaje antymion i neutrino mionowe)

Mezon {\displaystyle \pi } (pion) – najlżejszy mezon, o zerowym spinie. Występuje w trzech postaciach {\displaystyle \pi ^{\mathrm {0} },\pi ^{\mathrm {+} },\pi ^{\mathrm {-} },} które razem z cząstkami K, η tworzą nonet.
Charakterystyka:
- mezon {\displaystyle \pi ^{\mathrm {0} }} jest neutralny elektrycznie i jest sam dla siebie antycząstką

{\displaystyle \pi ^{0}={\tfrac {1}{\sqrt {2}}}(u{\bar {u}}-d{\bar {d}})} – mezon ten jest superpozycją kwarków {\displaystyle u{\bar {u}}} z kwarkami {\displaystyle d{\bar {d}}}
{\displaystyle m=134,9766\mathrm {MeV} /c^{2}}
{\displaystyle \tau =(8,4\pm 0,6)\times 10^{-17}\ \mathrm {s} } (krótki średni czas życia)
- mezony {\displaystyle \pi ^{\mathrm {+} },\pi ^{\mathrm {-} }} niosą ładunek elementarny {\displaystyle \mathrm {+1} } oraz {\displaystyle \mathrm {-1} ;} złożone są z kwarku i antykwarku pierwszej generacji i są dla siebie nawzajem antycząstkami

{\displaystyle \pi ^{+}=u{\bar {d}}}
{\displaystyle \pi ^{-}=d{\bar {u}}}
{\displaystyle m=139,57018\pm 0,00035\ \mathrm {MeV} /c^{2}}
{\displaystyle \tau =(2,6033\pm 0,0005)\times 10^{-8}\ \mathrm {s} }  (długi średni czas życia)

Gdzie:
{\displaystyle m} – masa spoczynkowa cząstki
{\displaystyle u,{\bar {u}}} – kwarki i antykwark górny (ang. up), {\displaystyle d,{\bar {d}}} – kwark i antykwark dolny (ang. down)

## Rozpad

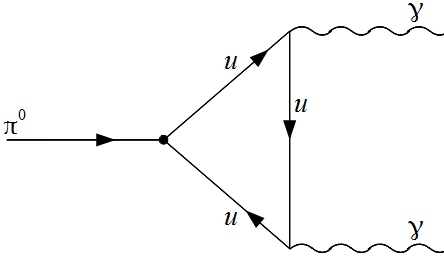
Schemat rozpadu pionu na fotony

Rozpad naładowanych mezonów {\displaystyle \pi ^{\mathrm {+} },\pi ^{\mathrm {-} }} odbywa się w oddziaływaniach słabych, z największym prawdopodobieństwem według schematu
- {\displaystyle \pi ^{\mathrm {+} }\to \mu ^{\mathrm {+} }+\nu _{\mu }}(powstaje antymion i neutrino mionowe),

ale też np.
- {\displaystyle \pi ^{\mathrm {+} }\to e^{\mathrm {+} }+\nu _{e}} (z prawdopodobieństwem ok. 1,2×10−4)
- {\displaystyle \pi ^{\mathrm {+} }\to \mu ^{\mathrm {+} }+\nu _{\mu }+\gamma } (z prawdopodobieństwem ok. 2,0×10−4)
- {\displaystyle \pi ^{\mathrm {+} }\to e^{\mathrm {+} }+\nu _{e}+\gamma } (z prawdopodobieństwem ok. 1,6×10−7)

Ujemne piony rozpadają się analogicznie, np.
- {\displaystyle \pi ^{\mathrm {-} }\to \mu ^{\mathrm {-} }+{\bar {\nu }}_{\mu }}[1].

Przyczyna rozpadu pionu głównie na miony, a nie elektrony, jest związana z mniejszą różnicą mas i rosnącą z masą różnicą między chiralnością a skrętnością.
Natomiast rozpad obojętnego pionu – za pośrednictwem oddziaływań elektromagnetycznych – następuje najczęściej (ok. 98,8%) na fotony według schematu:
- {\displaystyle \pi ^{\mathrm {0} }\to \gamma +\gamma ,}

niekiedy (ok. 1,2%)
- {\displaystyle \pi ^{\mathrm {0} }\to e^{+}e^{-}} lub inaczej[1].

## Historia

Wymiana pionu

Po raz pierwszy mezony pi pojawiły się w teorii Hideki Yukawy oddziaływań wewnątrzjądrowych – za ich pomocą opisywał on oddziaływania międzynukleonowe (proton-neutron, proton-proton, neutron-neutron) jako wymianę mezonów π, zgodnie z reakcjami:
{\displaystyle n+\pi ^{\mathrm {+} }\to p}
{\displaystyle p+\pi ^{\mathrm {-} }\to n}
{\displaystyle n+\pi ^{\mathrm {0} }\to n} (zob. diagram obok)
{\displaystyle p+\pi ^{\mathrm {0} }\to p} (zob. diagram obok)

## Badania
Najbardziej precyzyjną metodą wyznaczania masy mezonu {\displaystyle \pi ^{\mathrm {-} }} jest badanie promieniowania charakterystycznego atomów {\displaystyle \pi ^{\mathrm {-} }}-mezonowych (mezoatomów {\displaystyle \pi ^{\mathrm {-} }} – atomów egzotycznych zawierających zamiast jednego elektronu mezon {\displaystyle \pi ^{\mathrm {-} }}).